# Bâtiment Caixa Catalunya
Le bâtiment Caixa Catalunya est un bâtiment situé Via Laietana, siège historique de la Caixa  Catalunya, actuellement BBVA. Il était auparavant le siège de la Banque d'Espagne à Barcelone.
Le bâtiment a été bâti entre 1930 et 1939 pour loger le siège de la Banque d'Espagne dans la capitale catalane. Le style est classique, avec un décor intérieur Sécession viennoise,,

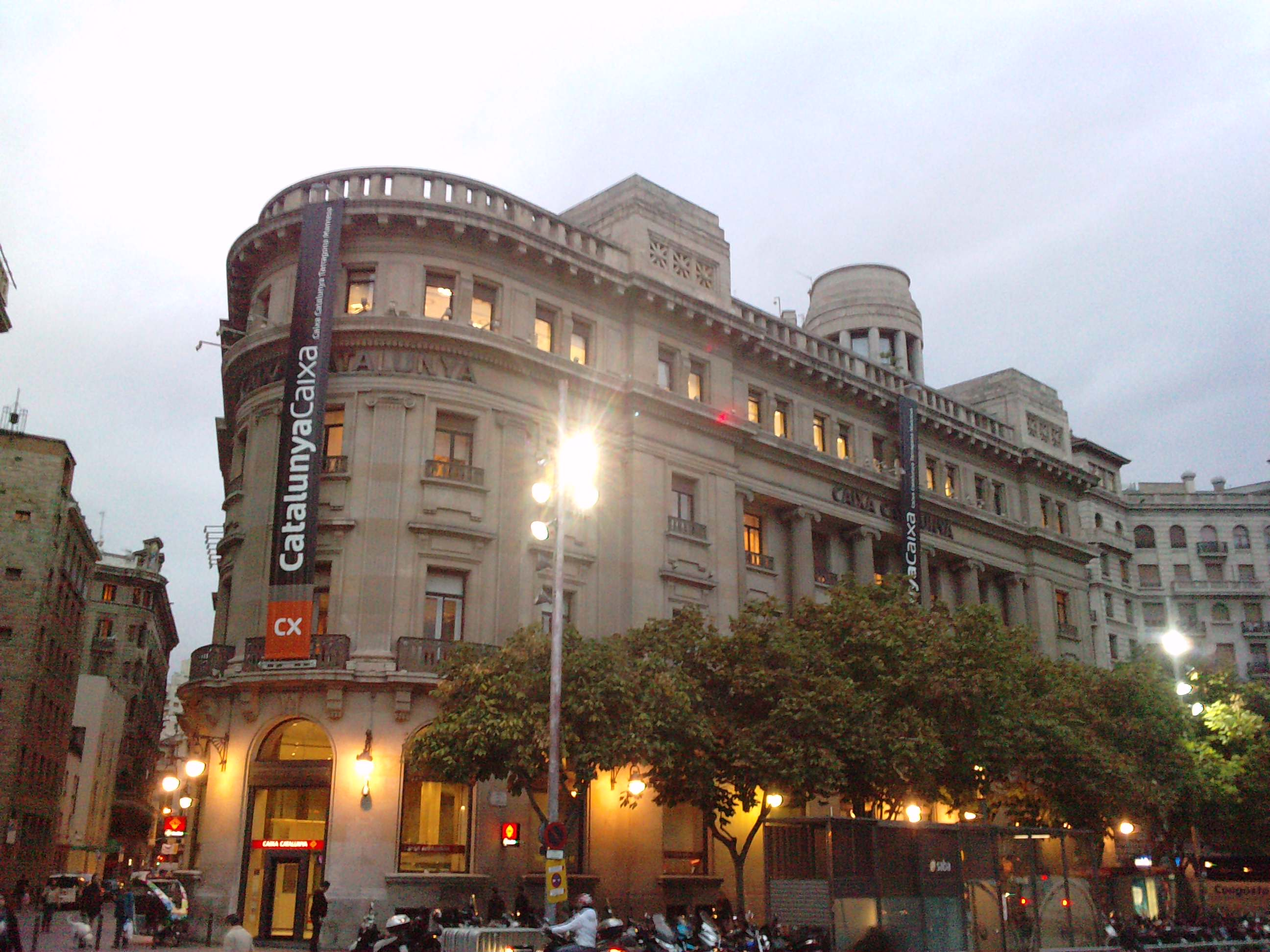
Vue depuis l'avenue de la Cathédrale.